# Mišičje
Míšičje, míšičevje ali míšični sistém je organski sistem, sestavljen iz skeletnih, gladkih in srčnih mišic. Omogoča gibanje telesa, vzdržuje držo in pretaka kri po telesu. Mišični sistemi vretenčarjev so pod nadzorom živčnega sistema, čeprav so lahko nekatere mišice (na primer srčna mišica) pretežno samostojne. Skupaj z okostjem pri človeku tvori mišično-skeletni sistem, ki je odgovoren za gibanje telesa.

## Vrste
Poznamo tri različne vrste mišic: skeletne mišice, srčne mišice in gladke (nevezane) mišice. Mišice zagotavljajo moč, ravnotežje, držo, gibanje in toploto za ohranjanje telesne temperature.
V človeškem telesu je več kot 650 mišic. Vsako mišico sestavlja elastično tkivo, ki je sestavljeno iz več tisoč ali deset tisoč majhnih mišičnih vlaken. Vsako vlakno je sestavljeno iz številnih drobnih nitk, imenovanih fibrile, impulzi iz živčnih celic pa nadzorujejo krčenje vsakega mišičnega vlakna.

### Skeletna
Skeletna mišica je vrsta progaste mišice, sestavljena iz mišičnih celic, imenovanih mišična vlakna, ki so sestavljena iz miofibril. Miofibrile so sestavljene iz sarkomer, osnovnih gradnikov mišičnega tkiva. Po stimulaciji z akcijskim potencialom skeletne mišice izvedejo usklajeno krčenje s skrajšanjem vsake sarkomere. Najboljši predlagani model za razumevanje krčenja je model drsnih vlaken mišičnega krčenja. V sarkomeri se aktinska in miozinska vlakna prekrivajo v kontrakcijskem gibanju drug proti drugemu. Miozinska vlakna imajo paličasto oblikovane miozinske glave, ki štrlijo proti aktinskim vlaknom in zagotavljajo pritrdilne točke na vezavnih mestih za aktinska vlakna. Miozinske glave se gibljejo usklajeno; zavrtijo se proti središču sarkomere, se odcepijo in nato ponovno pritrdijo na najbližje aktivno mesto aktinskega filamenta. Temu pravimo gonilni sistem z zaskočnim mehanizmom.
Pri tem procesu se porabijo velike količine adenozin trifosfata (ATP), ki je vir energije v celici. ATP se veže na križne mostičke med glavami miozina in aktinskimi filamenti. Sproščanje energije poganja vrtenje miozinske glave. Ko se ATP porabi, se spremeni v adenozin difosfat (ADP) in ker mišice skladiščijo malo ATP, morajo izpraznjeni ADP nenehno nadomeščati z ATP. Mišično tkivo vsebuje tudi zaloge hitro delujoče kemične snovi za polnjenje, kreatin fosfata, ki lahko po potrebi pomaga pri hitri regeneraciji ADP v ATP.
Kalcijevi ioni so potrebni za vsak cikel sarkomere. Kalcij se sprošča iz sarkoplazemskega retikuluma v sarkomere, ko se mišica stimulira, da se skrči. Ta kalcij odkrije vezavna mesta aktina. Ko se mišici ni več treba krčiti, se kalcijevi ioni izčrpajo iz sarkomere in se vrnejo v skladišče v sarkoplazemski retikulum.
V človeškem telesu je približno 639 skeletnih mišic.
- Skeletne mišice od spredaj
- Skeletne mišice od zadaj

### Srčna
Srčna mišica je progasta mišica, vendar se razlikuje od skeletne mišice, saj so mišična vlakna bočno povezana. Poleg tega je tako kot pri gladkih mišicah njihovo gibanje nehoteno. Srčno mišico nadzoruje sinusni vozel, na katerega vpliva avtonomni živčni sistem.

### Gladka
Gladke mišice so pod neposrednim nadzorom avtonomnega živčnega sistema in so neprostovoljne, kar pomeni, da jih ni mogoče premikati zavestno. Tudi funkcije, kot sta srčni utrip in dihanje (ki jih je mogoče zavestno nadzorovati, četudi v omejenem obsegu), so neavtonomne, vendar zanje niso odgovorne gladke mišice.